# Viorica Ioja

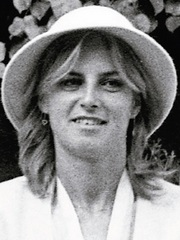
Viorica Ioja in den 1980er-Jahren

Viorica Ioja (* 26. Februar 1962 in Uivar, Volksrepublik Rumänien, als Viorica Veres) ist eine ehemalige rumänische Steuerfrau im Rudern. Viorica Ioja ist ungarischer Abstammung, ihr ungarischer Name lautet Ibolya Jozsa (-Veres).
Bis 1983 trat die 1,55 m große Steuerfrau unter ihrem Geburtsnamen Viorica Veres an, bei den Weltmeisterschaften 1981 belegte sie mit dem Vierer mit Steuerfrau den vierten Platz. 1983 gewann der rumänische Vierer mit Florica Lavric, Maria Fricioiu, Chira Apostol, Olga Homeghi und Viorica Veres die Silbermedaille hinter dem Boot aus der DDR.
Die Boote aus der DDR starteten wie alle Sportler aus dem Ostblock wegen des Olympiaboykotts nicht bei den Olympischen Spielen 1984, einzig die rumänische Mannschaft trat in Los Angeles an. Viorica Ioja, wie sie nach ihrer Heirat hieß, startete in zwei Bootsklassen. Der Vierer in der Aufstellung von 1983 gewann die olympische Goldmedaille vor den Kanadierinnen, der Achter erhielt hinter den amerikanischen Gastgeberinnen die Silbermedaille.
Auch bei den Weltmeisterschaften 1985 ruderte der rumänische Vierer in der gleichen Besetzung, hinter der DDR und vor den Kanadierinnen gewann das Boot die Silbermedaille bei den Weltmeisterschaften 1985. Nach einigen Umbesetzungen gewannen die Rumäninnen bei den Weltmeisterschaften 1986 mit Doina Bălan, Marioara Trașcă, Chira Apostol, Lucia Sauca und Viorica Ioja den Titel vor der DDR und Kanada.